# Muro en Cameros
Muro en Cameros – gmina w Hiszpanii, w prowincji La Rioja, w La Rioja, o powierzchni 15,99 km². W 2011 roku gmina liczyła 48 mieszkańców.